# Mitracarpus brasiliensis
Mitracarpus brasiliensis är en måreväxtart som beskrevs av M.L.Porto och J.L.Wächt.. Mitracarpus brasiliensis ingår i släktet Mitracarpus och familjen måreväxter. Inga underarter finns listade i Catalogue of Life.